# Mobilno tagovanje
Mobilno tagovanje predstavlja isčitavanje 1D i 2D barkodova preko kamere ili mobilnog uređaja.
U kodove je moguće snimiti različite vrste podataka, mada u primeni mobilnog tagovanja dominiraju url adrese. Posle dekodiranja kodova korisnik će biti preusmeren na odgovarajucu internet stranicu.

## Istorija mobilnog tagovanja
Mobilno tagovanje vuče svoje korene iz Azije, tacnije Japana. Od svog razvoja 2003. korišćeni su u mnogim poljima mobilnog marketinga. Vremenom su Denso Waveovi kuer-kodovi u Aziji i Data Matrix, razvijeni u SAD, postali de facto standard za 2d-barkodove. Oba ispunjavaju ISO standarde. Pored fleksibilne i široke mogućnosti primene, mobilno tagovonje svoj uspeh zahvaljuje brzom i preciznom pristupi informacijama od strane korisnika. Prema principu konekcije sa fizičkim svetom, korisnik je u mogućnosti da trenutno pristupi digitalnim informacija kroz skeniranje dvodimenzijalnog koda, kao npr. u reklamama.
U Evropi mobilno tagovanje dobija sve više na popularnosti, premda mu je primarna upotreba bila direktno linkovanje Internet stranica sa 2D kodovima. Iako već postoji nekoliko kampanja vezanih za konekciju sa fizičkim svetom, još uvek nedostaje standard za multi dimenzionalne kodove. Jedna od kljucnih organizacija odgovorna za širu implementaciju 2D i barkodova je GS1 , čija je glavna aktivnost implementacija GS1 sistema, koji je serija standarda dizajniranih da poboljša upravljanje lancem snabdevanja. Sistem GS1 je sačinjen od 4 ključnih proizvodnih polja: Barkodovi (koriste se za automatsko identifikovanje stvari), eCom (elektronsko poslovno slanje poruka koje omogucava automatski elektronski prenos podataka), GDSN (Global Data Synchronisation Network koji omogućava partnerima da stalno imaju usaglašene podatke o proizvodima) i EPCglobal (koji omogućava momentalno praćenje proizvoda uz korišcenje RFID tehnologije)

## Kodovi i čitači
Trenutno postoji oko 70 različitih barkodova i njihovih specifičnih verzija i u glavnom se koriste u logistici. U svrhe mobilnog tagovanja, taj broj je limitiran na desetak kodova. Za čitanje 2D barkodova potrebno je instalirati software, čitač, na mobilni telefon.
Čitač koristi kameru mobilnog telefona u procesu mobilnog tagovanja i dostupan je besplatno u nekomercijalne svrhe od UpCode-a  (dostupan za download u Nokia telefonima), Kaywa-e, NeoMedia-e  i 3GVision-a . Proizvođači čitača su jako zauzeti u traženju rešenja za povećanje broja kompatibilnih mobilnih telefona. Većina proizvođača čitača dozvoljava download istog na mobilni telefon ili računar. Uporedo, mnogi proizvođači nude korisnicima generator za kreiranje kodova.
Od kraja 2008. postoji i srpski čitač 2D kodova, proizvod kompanije KlikMee. Ono što ga razlikuje od svih navedenih jeste potpuna lokalizacija na srpski jezik.
Zbog nedostatka standardizovanog koda, proizvođači su suočeni sa istim problemom. S jedne strane postoji zadivljujuči broj čitača koji ne mogu da razlikuju barkod od svog sopstvenog koda. S druge strane postiji par čitača koji su stvoreni da čitaju nevlasničke kodove. Takvi "open source kodovi" su najkorišćeniji za čitanje preko mobilnih telefona kao što su kuer-kod i Data Matrix. Ipak, kuer-kod je uvek 60% veci od Data Matrix koda i naginje ka tome da će Data Matrix postati primarni kod na pakovanjima i poslovnim rešenjima na primer.
Pregled par kodova za mobilno tagovanje: UpCode prikazan ispod je zapravo Data Matrix Code a ne vlasnički kod. Upcode je ime vodeće firme za razvoj optičkih čitača za mobilne telefone. Određeni kodovi mogu da se nadovezuju, na primer 4 Data Matrix koda mogu da se spoje, tako da im se proširuje količina informacija sadržana u kodu.

## Polja primene
Trenutno, mobilno tagovanje nije više samo sastavni deo svakodnevnice većine azijata, već dotiče i mnoge evropljane. Do sada je vec bilo par komercijalnih, javnih i privatnih kampanja. Vizija mobilnog tagovanja je ideja apsolutnog spajanja informacionih medija. Mobilno tagovanje spaja statičke informacije i Internet ohrabrujući interaktivno ponašanje korisnika. Ovo nije jedini razlog što su vodeci stručnjaci čvrsto ubeđeni da će uspešnost na evropskim tržištima skoro sustići azijske nivoe u predvidljivoj budućnosti. Budući uspeh neće biti baziran samo na linkovanje ka internet stranicama, jer uz internet niko nece plaćati za odlazak na određenu internet adresu. Stvarna poslovna rešenja se nalaze tamo gde ce kodovi biti naplaćeni i gde ce prilagođavanje za poslovnu i komercijalnu upotrebu biti na vrhu inteligentne i profesionalne upotrebe - primeri od kojih su: elektronska uprava, turizam, reklamiranje i ciljani marketing - pakovanje, upravljanje lancem snabdevanja, brend menadžment i brend zaštita, logistika, praćenje i ucrtavanje puta, protiv falsifikovanja i švercovanja, lične isprave i pasoši, transport i karte, parking, invadilitet, menadžment odnosa sa klijentima, intermedijske kampanje, mobilno tiketiranje, mobilno plaćanje, elektronsko učenje. Kompletna integracija lokalizacije, personalizacije, objekata i ostalih podataka.

### Komercijalno tagovanje
Komercijalno tagovanje sadrži upotrebu multi dimenzionalnih barkodova, pogotovo u polju mobilnog marketinga i oglašavanja. Primer u ovom kontekstu su dodatne informacije na proizvodima (npr. hranljiva vrednost hamburgera), direktan download (npr. besplatna zvona, klipovi ili igrice) ili direktan link ka spečificnoj strani kompanije. Naročito na polju komercijalnog tagovanja, značajno je da kodovi budu brendirani (da je mogue integrisati logo u kod)

### Javno tagovanje
U vidu javnog tagovanja, barkodovi služe kao hiperlink ka dodatnim informacijama na javnim nosiocima informacija. Te informacije mogu da sadrže mape, opise korisnika ili druge ne komercijalne savete.

### Privatno tagovanje
U vidi privatnog tagovanja, lični motivi dolaze do izražaja. Pored prilike da se stvore direktni hiperlinkovi ka blogovima ili profilima, moguce je momentalno ucestvovati u online aukcijama (npr. barkodovi na kolima sa hiperlinkom ka ebay-u). Štaviše barkodovi dozvoljavaju servise kao što su autmatsko snimanje kontakata u mobilni telefon sa koda odštampanog na vizitkarti. Pored velike lakoće korišcenja, privatno tagovanje nudi neobične prilike za samopromociju.

## Spoljašnje veze
- Мобилно Банкарство
- Besplatan KlikMee 2D kod generator
- Mobile Tagging- web portal for mobile tagging
- Mobile Codes Consortium (MC2)- Official website
- GS1
- Kaywa QR Code Generator
- Mobile Tag Generator Widget